# Datong Shan
Datong Shan (kinesiska: 大通山) är en bergskedja i Kina. Den ligger i provinsen Qinghai, i den nordvästra delen av landet, omkring 250 kilometer nordväst om provinshuvudstaden Xining.
Genomsnittlig årsnederbörd är 460 millimeter. Den regnigaste månaden är juli, med i genomsnitt 116 mm nederbörd, och den torraste är december, med 1 mm nederbörd.